# سفيان حيواني
سفيان حيواني مدرب كرة يد جزائري الجنسية.

## المنتخبات والاندية التي دربها
- 2011 نادي مضر السعودي لكرة اليد [1][2]

- 2014 الي2017 نادي الشارقة الإماراتي لكرة اليد [3][4][5]
- 2017 الي 2018 نادي برج بوعريريج الجزائري لكرة اليد
- 2018- 2019 المنتخب الجزائري لكرة اليد [6]
- 2019- 2023  نادي الشارقة الإماراتي لكرة اليد [7]
- 2023 نادي الأهلي البحريني

## انجازات المدرب

### مع المنتخب
- المشاركة مع المنتخب السعودي للناشئين في البطولة العربية السادسة لكرة اليد 2012 [8]
- المركز الخامس مع المنتخب السعودي للناشئين في البطولة الآسيوية لكرة اليد 2012 [9]

- المركز الرابع مع المنتخب السعودي للشباب في بطولة اسيا لكرة اليد 2012 [10][11][12]
- المركز الرابع مع المنتخب الجزائري للشباب في بطولة أفريقيا لكرة اليد 2006
- المركز 24 مع المنتخب الجزائري للشباب في بطولة العالم لكرة اليد 2013
- المرتبة السادسة البطولة الأفريقية للامم 2018

#### مع النادي
مولودية الجزائر لكرة اليد سيدات
- بطل كأس إفريقيا للأندية الفائزة بالكؤوس لكرة اليد سيدات: 2003

نادي مضر السعودي لكرة اليد
- بطل بطولة أسيا للأندية لكرة اليد:2011

نادي الشارقة الإماراتي لكرة اليد
- المركز الخامس بطولة الشيخ محمد بن خالد القاسمي الدولية لكرة اليد 2015
- بطل كاس نائب رئيس الدولة : 2015-2016 [13]
- بطل كاس الإمارات لكرة اليد: 2016-2017 [14]
- الثالث بطولة أسيا للأندية لكرة اليد 2019، 2020
- بطل الدوري الإماراتي لكرة اليد : 2018-2019، 2019-2020
- كأس رئيس دولة الإمارات : 2018-2019
- بطل كاس السوبر الإماراتي : 2019
- بطل كاس السوبر البحريني الإماراتي لكرة اليد : 2019

نادي برج بوعريريج الجزائري لكرة اليد
- بطل كاس السوبر الجزائري لكرة اليد2017 [15]
- نهائي كاس الجزائر لكرة اليد 2018

## الجوائز الفردية
- جائزة أفضل مدرب في الدوري الإماراتي لكرة اليد 2019